# Chiesa del Carmine (Faenza)
La chiesa del Carmine è un edificio di interesse storico ed artistico di Faenza.

## Storia e descrizione
Costruita nei primi anni del XVI secolo dai Gesuati, venne ristrutturata dai Carmelitani Scalzi intorno alla fine del XVII secolo, quando qui si trasferirono dalla chiesa di San Filippo Neri (nell'attuale corso Mazzini) e, in epoca ottocentesca, venne trasformata assieme all'attiguo convento.
Oggi conserva al suo interno numerose opere d'arte minori, ma di grande interesse come La discesa dello Spirito Santo sugli Apostoli di Niccolò Paganelli del 1570-1580, due dipinti del XVIII secolo di Ignaz Stern e varie statue in cartapesta di Giovan Battista Ballanti Graziani.